# Schwanenteichpark

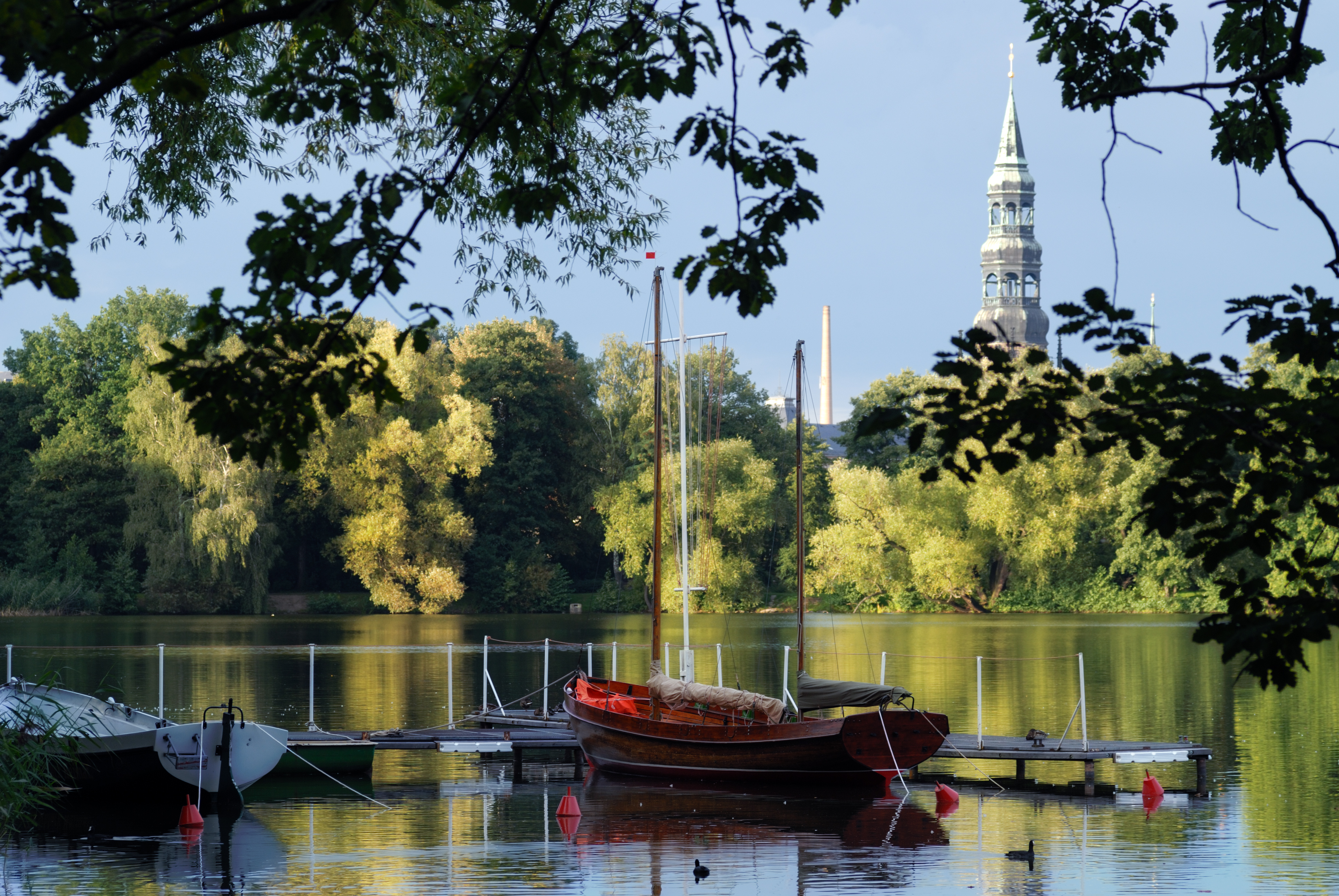
Der Schwanenteichpark in Zwickau

Der Schwanenteichpark ist ein Park in Zwickau. Er wurde auch als Stadtpark bezeichnet und ist die älteste gartengestalterische Anlage der Stadt.

## Geschichte
Die Ursprünge des Parks reichen bis ins 15. Jahrhundert zurück. Die Teiche wurden auf Initiative der beiden Zwickauer Ratsherren Martin Römer und Hans Federangel angelegt. Römer besaß einen Garten vor der Stadt und war einer der Nießnutzer des „großen Teiches“, des heutigen Schwanenteichs, den er zusammen mit Hans Federangel 1473 anlegen ließ. Zweck der Teiche war die Zucht von Fischen für die Fastenzeit. Nach dem Tod Römers ging die Anlage, die aus mehreren Teichen bestand, in den Besitz der Stadt über. Um 1850 wurden Schwäne auf dem Teich angesiedelt und der Teich erhielt den Namen Schwanenteich. 1853 entwarf Eduard Petzold, fürstlich Pücklerscher Garteninspektor in Muskau hier einen Landschaftsgarten. Der Parkteil nördlich des Unterdamms wurde 1874/75 nach Petzoldschen Entwürfen angelegt und einige Teiche im Zuge dieser Umgestaltung trockengelegt.

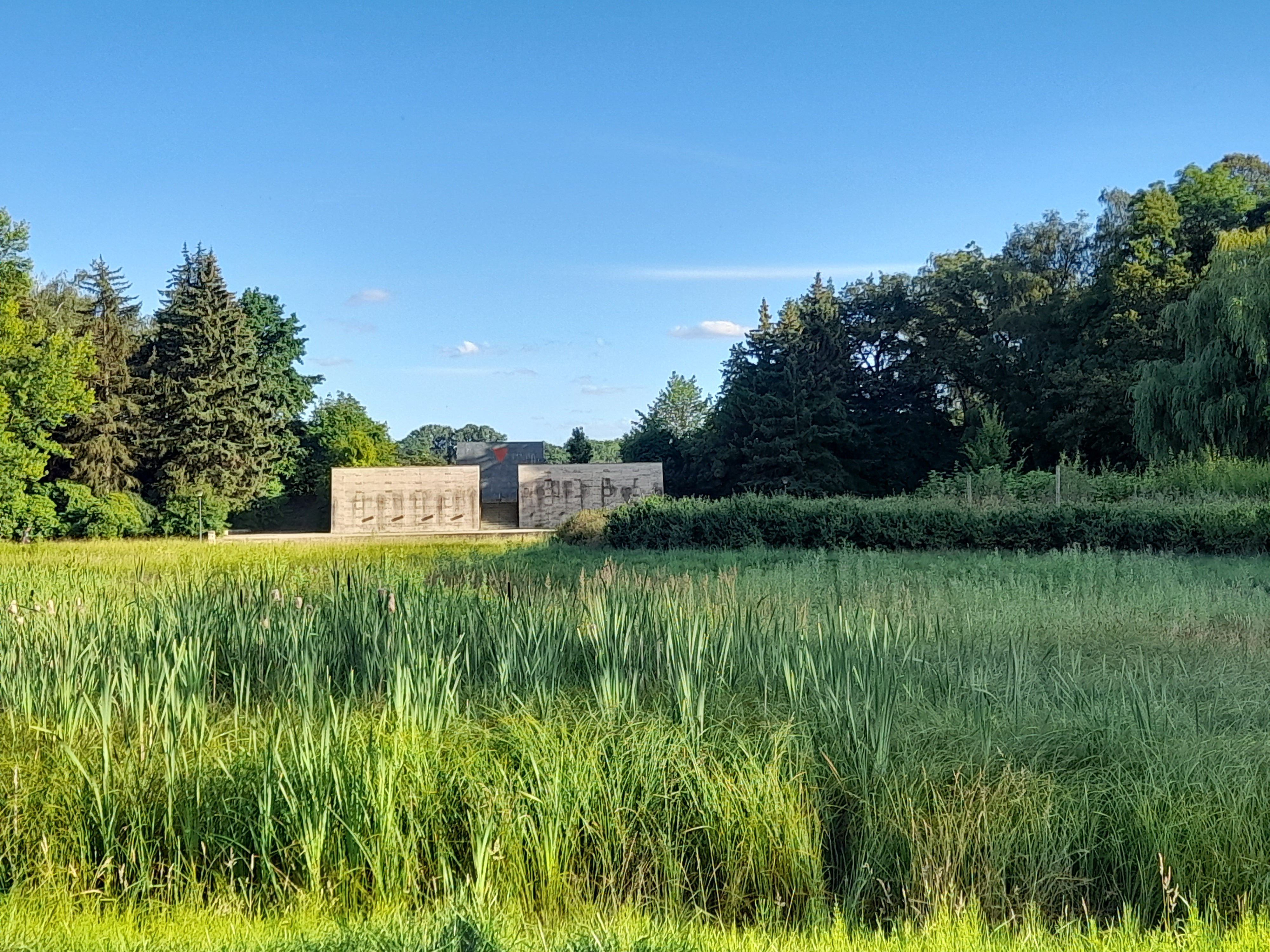
Denkmal für die Verfolgten des Naziregimes

Heute gibt es von ehemals fünf nur noch zwei Teiche im Park, den Schwanenteich und den Langen Teich.
Im Park wurden im Laufe der Jahre mehrere Denkmäler errichtet und Gedenktafeln angebracht. 1901 wurde das Lothar-Streit-Denkmal zur Erinnerung an den ersten Oberbürgermeister der Stadt und Reichstagsabgeordneten Lothar Streit errichtet. Am 13. November 1947 wurde das Robert-Schumann-Denkmal vom ruinierten Robert-Schumann-Platz in die Anlagen am Schwanenteich versetzt, die Einweihung fand am darauffolgenden 8. Juni 1948 statt. Am 11. September 1948 wurde das Ehrenmal für die Verfolgten des Naziregimes eingeweiht. 2016 und 2018 wurden Gedenktafeln für Gertrud Schubart-Fikentscher und für Bertha von Groitzsch angebracht.